# Dicranota impotens
Dicranota impotens är en tvåvingeart som beskrevs av Alexander 1963. Dicranota impotens ingår i släktet Dicranota och familjen hårögonharkrankar. Inga underarter finns listade i Catalogue of Life.